# Beorhtwine (Wells)
Beorhtwine († 1027) war Bischof von Wells. Er wurde 1013 zum Bischof geweiht und trat sein Amt im selben Jahr an. Allerdings musste er kurz nach Amtsantritt wieder zurücktreten für seinen Nachfolger. Auch dieser trat kurze Zeit später wieder zurück und übergab ihm das Amt wieder. Er starb 1027, 13 Tage nach seinem Vorgänger.